# Rezerwat przyrody Stary Las
Stary Las – leśny rezerwat przyrody znajdujący się na terenie gminy Konstantynów, w powiecie bialskim, w województwie lubelskim, w granicach Parku Krajobrazowego Podlaski Przełom Bugu.

## Informacje ogólne
- położenie geograficzne: Równina Łukowska
- powierzchnia (według aktu powołującego): 5,88 ha
- powierzchnia (dane nadesłane z nadleśnictwa): 5,92 ha[3]
- rok utworzenia: 1995
- dokument powołujący: Zarządzenie Ministra Ochrony Środowiska, Zasobów Naturalnych i Leśnictwa z dnia 25 stycznia 1995 roku w sprawie uznania za rezerwat przyrody (MP nr 6, poz. 95).
- cel ochrony (według aktu powołującego): zachowanie ze względów naukowych i dydaktycznych dobrze wykształconego fragmentu grądu z licznymi okazami drzew pomnikowych[1].
- przedmiot ochrony: dobrze wykształcony grąd z fragmentami boru mieszanego, z gatunkami dominującymi dębem szypułkowym i sosną zwyczajną w wieku około 130–150 lat[3].

## Klasyfikacja rezerwatu
Jest to rezerwat leśny:
- według głównego przedmiotu ochrony jest to rezerwat fitocenotyczny (PFi), podtypu zbiorowisk leśnych (zl).
- według głównego typu środowiska jest to rezerwat leśny i borowy (EL), podtypu lasów mieszanych nizinnych (lmn)[3].

## Walory przyrodnicze
Jest to fragment starodrzewu sosnowo-dębowego w dużym kompleksie „Las Konstantynowski”. Przedmiotem ochrony jest dobrze wykształcony grąd Tilio Carpinetum typicum, płat fitocenoz nawiązujących do boru mieszanego oraz zbiorowiska zastępcze ze związku Carpinion betuli i Alno-Padion. W grądzie dominuje dąb szypułkowy (Quercus robur), a w borze sosna zwyczajna (Pinus sylvestris) w wieku 130–140 lat. W warstwie drzew znaczny udział mają: modrzew europejski (Larix decidua), grab pospolity (Carpinus betulus), jesion wyniosły (Fraxinus excelesior), topola osika (Populus tremula), lipa drobnolistna (Tilia cordata) oraz brzoza (Betula sp.). W rezerwacie rośnie kilka drzew o charakterze pomnikowym, najczęściej są to dęby szypułkowe.
Flora jest stosunkowo uboga. Z gatunków chronionych występują tu: parzydło leśne (Aruncus dioicus), naparstnica zwyczajna (Digitalis grandiflora), marzanka wonna (Galium odoratum), kalina koralowa (Viburnum opulus) i konwalia majowa (Convallaria majalis).
Rezerwat jest ostoją wielu gatunków ptaków właściwych dla tego typu lasu, jak zięba (Fringilla coelebs), rudzik (Erithacus rubecula), drozd śpiewak (Turdus philomelos), kos (Turdus merula), zaganiacz (Hippolais icterina), grubodziób (Coccothraustes coccothraustes), kowalik (Sitta europaea), bogatka (Parus major), modraszka (Parus caeruleus), dzięcioł duży (Dendrocopos major) i średni (D. medius). Charakterystyczną cechą jest obecność przedstawiciela gołębiowatych – siniaka (Columba oenas), gatunku ściśle związanego ze starymi, dziuplastymi drzewami.